# Nersisiaanse School
De Nersisiaanse School (Armeens: Ներսիսյան դպրոց Nersisyan dproc’; Georgisch: ნერსისიანის სემინარია Nersisyanis seminaria; Russisch: Нерсесяновское училище Nersisjanovskoe učilišče) was een Armeens instituut voor hoger onderwijs in Tiflis, in het toenmalige Russische Keizerrijk (het huidige Tbilisi in Georgië). De school was een eeuw lang actief, van 1824 tot 1924. Ze werd gesticht door bisschop Nerses Asjtareketsi, de Armeense primaat van het Georgië (de latere Katholikos van Alle Armeniërs Nerses V), naar wie ze vernoemd is.

## Geschiedenis
In de 19e eeuw telde Tbilisi een grote Armeense bevolking. De stad speelde dan ook een centrale rol in de Armeense cultuur. Er waren verschillende Armeense scholen, uitgevers, toneelgezelschappen en liefdadigheidsinstellingen actief. Één ervan was de Nersisiaanse School, die haar deuren opende in 1824 en tijdens haar bestaan een onderwijscentrum was voor de Oost-Armeense bevolking.
In 1905 werd de school vernield door een bombardement. Dit bracht de school in grote financiële problemen, die pas opgelost werden toen de oliemagnaat Aleksandr Mantasjev een nieuw gebouw liet ontwerpen en bouwen door de Russisch-Armeense militaire architect Nikita Lazarev. De façade van het nieuwe schoolgebouw bestond uit een oranje steen uit de dorpen Tsater (in de provincie Lori) en Karahoendzj (in de provincie Zangezoer). Mantasjev gaf 370.000 roebel uit aan de bouwwerken. Vóór de school stonden standbeelden van Nerses Asjtaraketsi en Aleksandr Mantasjev.

## Beroemde studenten
Hieronder volgt een lijst van bekende alumni van de Nersisiaanse School, met het jaar waarin ze afstudeerden tussen haakjes:
- Chatsjatoer Abovjan, schrijver (1826)
- Pertsj Prosjan, schrijver (1856)
- Derenik Demirtsjan, schrijver en romanschrijver (1898)
- Karo Halabjan, architect (1917)
- Jervand Kotsjar, beeldhouwer (1918)
- Anastas Mikojan, Sovjet-staatsman
- Soghomon Tehlirjan, moordenaar van Talaat Pasja (een van de hoofdverantwoordelijken voor de Armeense Genocide)
- Arsjak Ter-Goekasov, Russisch-Armeens militair officier
- Hajk Bzjisjkjan, militair officier
- Gabriël Soendoekjan, schrijver en toneelschrijver
- Nikol Aghbaljan, geschiedkundige

Andere beroemdheden hebben wel les gevolgd aan de Nersisiaanse School, maar zijn nooit afgestudeerd:
- Ghazaros Aghajan, schrijver, leraar en volkskundige (1853–1854)
- Hovhannes Toemanjan, schrijver (1883–1887)